# هرون (دهانه)
هرون یک دهانه برخوردی در ماه‌ است. این دهانه را در بزرگداشت هرون اسکندرانی نام گذاشته‌اند.

## دهانه‌های اقماری
این دهانه ۲ دهانه اقماری دارد.
| Heron | عرض جغرافیایی | طول جغرافیایی | قطر          |
| ----- | ------------- | ------------- | ------------ |
| Y     | ۱.۴° N        | ۱۱۹.۷° E      | ۱۵.۰ کیلومتر |
| H     | ۰.۲° N        | ۱۲۰.۷° E      | ۲۰.۰ کیلومتر |